# 欧泽勒
欧泽勒（法語：Auzelles，法語發音：[ozɛl]）是法国多姆山省的一个市镇，位于该省东部偏南，属于昂贝尔区。

## 地理
欧泽勒（45°36'7"N, 3°30'34"E）面积33.42 平方千米，位于法国奥弗涅-罗讷-阿尔卑斯大区多姆山省，该省份为法国中南部省份，北起阿列省接壤，东临卢瓦尔省，南至上盧瓦爾省和康塔爾省，西接科雷兹省和克勒兹省。
与欧泽勒接壤的市镇（或旧市镇、城区）包括：布鲁斯、塞尤、坎亚、埃尚德利、圣阿芒罗什萨维讷、奥弗涅地区圣迪耶、圣埃卢瓦-拉格拉西耶尔、圣让德索利耶尔。

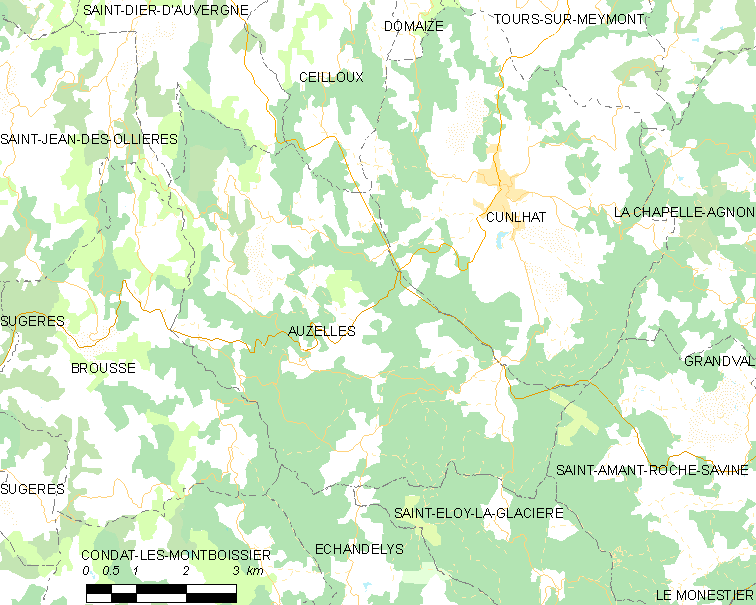
欧泽勒的OSM定位图

欧泽勒的时区为UTC+01:00、UTC+02:00（夏令时）。

## 行政
欧泽勒的邮政编码为63590，INSEE市镇编码为63023。

## 政治
欧泽勒所属的省级选区为利夫拉杜瓦山县。

## 人口

1962-2008年间欧泽勒人口变化图示

欧泽勒于2022年1月1日时的人口数量为388人。